# Enge Sogn
Enge Sogn (på tysk Kirchspiel Enge) er et sogn i det nordvestlige Sydslesvig, tidligere i Kær Herred (Tønder Amt), nu i kommuneren Enge-Sande og Stadum (Holtager) i Nordfrislands Kreds i delstaten Slesvig-Holsten. 
I Enge Sogn findes flg. stednavne:
- Agern el. Agerne (Ackern)
- Degel
- Enge
- Enge Hede (Engerheide)
- Engsbøl Kog
- Enge Mark
- Enge Mølle (Engemühle)
- Blinge (Bilinge)
- Hedehuse eller Hedehusene
- Holtager (Holzacker)
- Klaphage (Klapphagen)
- Klingbjerg (Klingenberg)
- Knorborg (Knorburg)
- Langbjerg
- Langbjerg Mølle
- Linnert Kro
- Lund
- Maade
- Nørre Søholm
- Perbøl (Perebüll)
- Petersborg Kro
- Sande el. Sandet
- Skardebøl (Schardebüll)
- Skardebøl Kog
- Skardebøl Mark
- Stenbjerg
- Soholm
- Soholmmark el. Soholm Mark